# Der Teufelskreis (1961)
Der Teufelskreis (Originaltitel: Victim) ist ein britischer Kriminalfilm von Basil Dearden mit Dirk Bogarde in der Hauptrolle aus dem Jahre 1961. Innerhalb einer Kriminalhandlung thematisiert der Film das damals riskante Thema Homosexualität und gilt als der erste englischsprachige Film, in dem das Wort homosexual verwendet wird. Bei seiner Veröffentlichung wurde Victim kontrovers diskutiert, heute erfährt er allerdings eine positive Rezeption.

## Handlung
Melville Farr gilt als einer der erfolgreichsten jüngeren Barrister in London und seine Ernennung zum Kronanwalt ist bereits in Sicht. Mit seiner jungen Frau, der Lehrerin Laura, führt er eine scheinbar glückliche Ehe und lebt in einem komfortablen Stadthaus. Vor der Hochzeit hatte er seiner Frau von seinen homosexuellen Neigungen berichtet, ihr aber geschworen, diese nicht ausleben zu wollen. Trotzdem fuhr er bis vor kurzem regelmäßig Barrett, einen homosexuellen jungen Bauarbeiter, zu dessen Arbeitsstelle, die auf seinem Weg zur Kanzlei lag. Als ihm Barrett seine Liebe gestand, brach Farr den Kontakt ab.
Barrett wird wegen eines Fotos erpresst, auf dem er weinend in Farrs Armen liegt. Damit er die Erpresser bezahlen kann, stiehlt er 2300 Pfund von seinen Arbeitgebern auf der Baustelle. Nun wird Barrett von der Polizei gesucht und begibt sich zu verschiedenen Freunden, um Hilfe bei seiner geplanten Flucht aus England zu bekommen. Er ruft mehrmals Farr an, der Anwalt geht ihm allerdings aus dem Weg – er geht davon aus, dass Barrett ihn erpressen will. Schließlich wird Barrett nachts von der Polizei aufgegriffen und verhaftet. Die Polizei findet schnell heraus, dass er wegen seiner Homosexualität erpresst wurde und verhört ihn. Barrett liebt Farr noch immer und weiß, dass er früher oder später gegenüber der Polizei die Details seiner Beziehung mit dem Anwalt verraten müsste, was dessen gesellschaftlichen Tod bedeuten würde. Verzweifelt erhängt Barrett sich in seiner Zelle.
Als Farr erfährt, dass Barrett Selbstmord begangen hat und ihn eigentlich schützen wollte, plagt ihn ein schlechtes Gewissen. Er bittet Eddy Stone, einen Freund von Barrett, ihm bei der Suche nach anderen Opfern der Erpresser zu helfen. Eddy berichtet Farr bald von dem älteren Friseur Henry, der überraschend seinen Laden verkaufen würde, wahrscheinlich um die Erpresser auszahlen zu können. Henry weigert sich jedoch im Gespräch mit Farr, die Erpresser zu identifizieren, da er wegen seiner Homosexualität bereits mehrmals im Gefängnis saß und keinen Ärger mehr will. Kurz nach Farr betritt einer der Erpresser Henrys Laden und verwüstet ihn. Der herzkranke Friseur erleidet durch den Schreck einen Herzinfarkt, kann aber noch vor seinem Tod in Farrs Haus anrufen und nennt ihm den Namen Calloway.
Calloway ist ein prominenter Schauspieler der Londoner Bühne, doch auch er lehnt es ab, Farr Informationen über die Erpresser zu geben. Farr begegnet neben Calloway auch anderen hochgestellten und wohlhabenden Mitgliedern der Gesellschaft, die lieber die Erpresser mit großen Summen auszahlen, anstatt ihr Geheimnis an die Öffentlichkeit kommen zu lassen. Laura Farr will unterdessen von ihrem Mann wissen, in welcher Beziehung er zu dem verstorbenen Barrett stand. Melville beteuert, dass er sie liebe und sein Versprechen gehalten habe, in der Ehe seine Homosexualität nicht mehr auszuleben. Dennoch habe er sich zu Barrett hingezogen gefühlt. Laura ist enttäuscht, dass ihr Mann seine Neigungen nicht ablegen kann, und überlegt, ihn zu verlassen. Durch seine Ermittlungen wird auch Farr selbst immer mehr zur Zielscheibe der Erpresser. Eines Tages entdecken Laura und ihr Bruder Scott, dass auf die Garagentür der Farrs der Satz Farr Is Queer geschmiert wurde. Scott rät seiner Schwester, sich scheiden zu lassen.
Schließlich entscheidet sich Farr, mit der Polizei zusammenarbeiten, um die Erpresser zu fassen – auch wenn dadurch seine Homosexualität bekannt wird und seine Karriere damit am Ende wäre. Bald darauf fassen die Polizei und Farr gemeinsam die Erpresser: ein Motorradfahrer mit sadistischen Neigungen und die altjüngferliche, verbitterte Buchhändlerin Miss Benham. Farr entscheidet sich, die Anklage zu übernehmen. Laura liebt ihren Mann noch immer und entscheidet sich – nun, da der Skandal anrollt – zu ihm zu halten, da er ihre Liebe braucht.

## Hintergrund
Homosexualität und deren Kriminalisierung – sowie die dadurch entstehenden Möglichkeiten für Erpresser – wurden bereits 1919 im deutschen Stummfilm Anders als die Andern thematisiert. In den folgenden Jahrzehnten entstanden allerdings nur wenige weitere Filmwerke, die sich offen mit diesem Thema auseinandersetzen, und wenn, dann handelte es sich oft nur um eher billig produzierte Independentfilme mit unbekannten Schauspielern. Victim wurde somit zu einem der ersten kommerziellen Kinostreifen dieses Themas und der erste englischsprachige Film, in dem das Wort homosexual verwendet wird.
Regisseur Basil Dearden und Produzent Michael Relph hatten bereits zwei Jahre zuvor gemeinsam den Film Sapphire gedreht, der innerhalb einer Kriminalhandlung die schwierigen Bedingungen von Einwanderern in London thematisierte. Für Sapphire hatten sie den British Academy Film Award in der Kategorie Bester britischer Film gewonnen. Anschließend wagten sich Dearden und Relph innerhalb einer Kriminalhandlung mit Homosexualität an ein weiteres Tabuthema der britischen Gesellschaft. So wurde auf einem Kinoplakat der Film auch mit the most un-talked about subject (etwa: „das am häufigsten unausgesprochene Thema“) beworben. Dearden und Relph wollten sich mit dem Film gegen die Kriminalisierung von Homosexualität aussprechen. Damals sollen im Vereinigten Königreich 90 Prozent aller Erpressungen in Verbindung mit Homosexualität gestanden haben. Erst 1967 wurde durch die Einführung des Sexual Offences Act Homosexualität im Vereinigten Königreich entkriminalisiert.
Dirk Bogarde galt bei der Veröffentlichung des Filmes als einer der größten Filmstars seines Landes, der insbesondere für seine Darstellungen von romantischen Liebhabern bekannt war. Insofern bedeutete die Rolle des Melville Farr ein großes Risiko für die Karriere von Bogarde, ähnlich wie der Skandal im Film ein Risiko für die Karriere des Anwalts ist. Bogarde war homosexuell, machte es jedoch zeit seines Lebens nicht öffentlich, obwohl den unverheirateten Schauspieler einschlägige Gerüchte über Jahrzehnte begleiteten. Letztlich bedeutete Victim für die Karriere von Bogarde keinen wirklichen Schaden, im Gegenteil, er wurde für seine Darstellung von Kritikern ausdrücklich gelobt und etablierte sich als ernsthafter Charakterdarsteller. Jahrzehnte später bezeichnete Bogarde die Zusage zum Film als die weiseste Entscheidung seiner Karriere und erklärte: „Es ist außergewöhnlich … zu glauben, dass die Herstellung dieses leisen Films jemals als mutig, kühn oder gefährlich angesehen werden konnte. Es war, zu seiner Zeit, alles drei.“
Vor Bogarde waren unter anderem Jack Hawkins, James Mason und Stewart Granger für die Rolle im Gespräch. Allgemein gestaltete sich die Besetzung des Filmes als schwer, da viele Schauspieler um ihre Karriere bei der Beteiligung an einem solch riskanten Film fürchteten. Neben Bogarde wirkten mit Dennis Price und Hilton Edwards noch mindestens zwei weitere homosexuelle Schauspieler am Film mit.

## Synchronisation
Die deutschsprachige Synchronfassung entstand 1962 bei der Rank Synchronabteilung in Berlin zur deutschen Kinopremiere. Für das Dialogbuch war Hans-Joachim Szelinski zuständig, die Synchronregie übernahm Edgar Flatau. Der Film wurde an mehreren Stellen gekürzt, diese Schnitte wurden erst 2024 nachsynchronisiert. Dafür wurde die Kölner logoSynchron beauftragt, für Dialogbuch und -regie war Daniel Käser verantwortlich.
| Rolle                                          | Schauspieler       | Dt. Synchronstimme                            |
| ---------------------------------------------- | ------------------ | --------------------------------------------- |
| Melville Farr                                  | Dirk Bogarde       | Herbert Stass                                 |
| Laura Farr, geb. Hankin                        | Sylvia Syms        | Ilse Kiewiet                                  |
| Calloway, Schauspieler (dt. Fassung: Dalloway) | Dennis Price       | Klaus Miedel                                  |
| Phip, Autoverkäufer                            | Nigel Stock        | Werner Peters                                 |
| Eddy Stone                                     | Donald Churchill   | Wolfgang Draeger                              |
| Harold Doe, Buchhändler                        | Norman Bird        | Siegmar Schneider                             |
| Lord Fullbrock                                 | Anthony Nicholls   | Siegfried Schürenberg                         |
| Paul Mandrake, Künstler                        | Peter Copley       | Erich Kestin                                  |
| Sandy, der Motorradfahrer                      | Derren Nesbitt     | Michael Chevalier                             |
| Scott Hankin, Lauras Bruder                    | Alan MacNaughton   | Gert Günther Hoffmann                         |
| Patterson, Farrs Sekretär                      | Noel Howlett       | Hans Hessling                                 |
| Henry, Friseur                                 | Charles Lloyd-Pack | Alfred Balthoff                               |
| Detective Inspector Harris                     | John Barrie        | Arnold Marquis Nachsynchro: Torsten Michaelis |
| P.H., geheimnisvoller Bargast                  | Hilton Edwards     | Eduard Wandrey                                |
| Mickey, P.H.s Begleiter                        | David Evans        | Claus Holm                                    |
| Miss Benham, Buchhändlerin                     | Margaret Diamond   | Lilli Schoenborn                              |
| Frank, ein Freund Barretts                     | Alan Howard        | Harry Wüstenhagen                             |
| George, Henrys Angestellter                    | Frank Thornton     | Holger Kepich                                 |
| Undercover-Polizist in Bar                     | John Bennett       | Gerd Holtenau                                 |
| Bargast                                        | Jim O’Brady        | Benno Hoffmann                                |

## Auszeichnungen
Victim war im Wettbewerb für den Goldenen Löwen bei den Internationalen Filmfestspielen von Venedig im Jahr 1961. Bei den British Academy Film Awards erhielt der Film 1962 Nominierungen in den Kategorien Bester Hauptdarsteller (Dirk Bogarde) und Bestes Drehbuch (Janet Green und John McCormick).

## Rezeption

### Zulassung und kommerzieller Erfolg
Victim feierte seine Weltpremiere am 31. August 1961 in London. Der Film war zuvor kontrovers am British Board of Film Classification diskutiert worden. In den Vereinigten Staaten startete der Film im folgenden Februar in den Kinos. Hier lief der Film weniger erfolgreich, da hier der sogenannte „Hays Code“ der Motion Picture Association of America (MPAA) in Kraft war. Die MPAA verlangte von Dearden und Ralph, das Wort homosexual aus dem Film zu entfernen, was sie verweigerten. Der Film erhielt daraufhin nicht das damals wichtige Zustimmungssiegel der MPAA, woraufhin der Film in nur wenigen US-Kinos lief und von der Öffentlichkeit negativ gesehen wurde.
Im Vereinigten Königreich entwickelte sich der Film jedoch zu einem kommerziellen Erfolg. Er wurde zu einem wichtigen Beitrag in der öffentlichen Debatte, ob man Homosexualität legalisieren sollte. In den westdeutschen Kinos feierte der Film am 30. Mai 1962 seine Premiere.

### Bei Kritikern
Trotz der öffentlichen Kontroversen waren die meisten Kritiker wohlwollend. Der Evening Standard bemerkte, dass Bogarde sich nach langen Jahren schwächerer Rollen hier als exzellenter Schauspieler beweise und zugleich Mut zeige. Time schrieb, der Film habe eine „sorgfältige Darstellung von Bogarde, und er verfolgt mit Eloquenz und Überzeugung den Fall gegen ein antiquiertes Gesetz.“ Bosley Crowther schrieb in der New York Times vom 6. Februar 1962: „Der einfache Fakt, dass Homosexualität als ein Zustand ehrlich und sensationslos präsentiert wird, mit fälliger Äußerung für das Dilemma und das Pathos, macht ihn zu einem außergewöhnlichen Film.“ Das Thema sei kontrovers, werde aber nicht geschmacklos behandelt, so Crowther.
Heute erfährt Der Teufelskreis zumeist eine positive Rezeption und gilt als einflussreiches Werk. Beim US-amerikanischen Kritikerportal Rotten Tomatoes fallen alle der bislang 31 Kritiken für Victim positiv aus, womit der Film eine positive Wertung von 100 % besitzt.
Roger Ebert gab Victim die Höchstwertung von vier Sternen und bemerkte, der Film würde vielleicht aus heutiger Sicht in Bezug auf sein Thema etwas ängstlich wirken, sei allerdings damals extrem mutig gewesen. „Der Film verläuft auf zwei Ebenen, als Kriminalfilm und als eine Charakterstudie, und diese zweiseitige Natur sorgt dafür, dass er sowohl unterhaltsam ist als auch als Message-Film funktioniert.“ Victim „finde Wahrheit und Würde in den Szenen zwischen Farr und seiner Frau; was für eine Erleichterung, dass ihre kraftvolle gemeinsame letzte Szene in einer Note von düsterem Realismus endet, anstatt für irgendeine Art von künstlicher Erleichterung zu sorgen“. Das Lexikon des Internationalen Films schreibt, dem Film diene „Homosexualität als Motiv eines taktvoll und fesselnd gestalteten Films, der vordergründig als Kriminalgeschichte angelegt ist“.

## Buch zum Film
Nach dem englischen Film Victim gibt es einen Kriminalroman gleichen Titels von William Drummond. Dieses Buch erschien im August 1962 bei rororo (Nr. 2017) unter dem Titel Teufelskreis, übersetzt von Ruth Zollschan. Im Buch sind einige Namen gegenüber dem Film leicht geändert, zum Beispiel Carr statt Farr.